# 브라질 여자 배구 국가대표팀
브라질 여자 배구 국가대표팀(포르투갈어: Seleção Brasileira de Voleibol Feminino)은 브라질을 대표하여 국가대항전에 참가하는 여자 배구 국가대표팀으로 브라질 배구 연맹에 의해 운영된다. 현재 국가대표팀의 감독은 2003년부터 재임 중인 제 호베르투이다.

## 역대 성적

### 올림픽
- 1984년 — 7위
- 1988년 — 6위
- 1992년 — 4위
- 1996년 —  동메달
- 2000년 —  동메달
- 2004년 — 4위
- 2008년 —  금메달
- 2012년 —  금메달
- 2016년 — 5위
- 2020년 —  은메달
- 2024년 —  동메달

## 같이 보기
- 브라질 배구 국가대표팀